# Любов і мужність
Любов і мужність (англ. Love and Courage) — американська короткометражна кінокомедія Генрі Лермана 1913 року з Мейбл Норманд в головній ролі.

## У ролях
- Роско ’Товстун’ Арбакл — хлопець
- Мейбл Норманд — кохана Товстуна
- Форд Стерлінг